# Microterys danzigae
Microterys danzigae är en stekelart som beskrevs av Sugonjaev 1971. Microterys danzigae ingår i släktet Microterys och familjen sköldlussteklar. Inga underarter finns listade i Catalogue of Life.